# Mike's New Car
Mike's New Car (El coche nuevo de Mike en España, y El nuevo auto de Mike o El automóvil de Mike en Hispanoamérica) es un cortometraje de Pixar creado en 2002. El cortometraje está protagonizado por los también protagonistas de la película Monsters, Inc. Sulley y Mike.

## Argumento
Mike llama a Sulley abre los ojos y cuando lo hace Mike está junto un coche lujoso y moderno. Sulley comprende que ha vendido su antiguo coche por ese, Mike emocionado le pide que suba, él lo hace, pero no cabe y él les explica que es ajustable, él mueve el asiento un montón de veces y Mike irritado le dice que pare. Cuando él arranca el coche empieza a sonar una especie de pitido avisando ponerse el cinturón del conductor, él al intentar ponerse el cinturón este se atora, al moverlo Mike por accidente lo suelta y sale fuera del coche. Mike le dice a Sulley que le dé al botón, en el coche hay muchos botones y le da uno que hace que se abra el capó y Mike intenta cerrarlo pero al ayudarlo Sulley le pilla los dedos, y de tirar se abre de nuevo e impulsa a Mike al cielo y cuando vuelve cae encima de las máquinas del coche lo que le hace quemarse las nalgas varias veces. Después de sufrir más trastadas con el capó Mike consigue volver al coche y suena el pitido de nuevo y Mike empieza a darle a todos los botones para apagarlo, pero solo consigue encender otras cosas que empeoran la situación. Tras una divertida escena consiguen volver a la normalidad mientras Sulley acomodando el espejo se zafa, irritado, Mike le ordena de manera furiosa a Sulley que salga del coche, cuando Mike arranca el coche sale disparado y tras oírse un golpe empiezan a aparecer ruedas y Mike sale disparado, a tiempo Sulley lo coge y empiezan a aparecer los créditos oyéndose de fondo los lamentos de Mike queriendo su coche antiguo. Ahí mismo Sulley le pregunta a Mike que si prefiere caminar y acepta.
Doblaje
| Personaje       | Actor original (Estados Unidos) | Actor de doblaje (México) | Actor de doblaje (España) |
| --------------- | ------------------------------- | ------------------------- | ------------------------- |
| Sulley Sullivan | John Goodman                    | Brozo                     | Santiago Segura           |
| Mike Wazowski   | Billy Crystal                   | Andres Bustamante         | José Mota                 |